# (32931) Ferioli
(32931) Ferioli est un astéroïde de la ceinture principale.

## Description
(32931) Ferioli est un astéroïde de la ceinture principale. Il fut découvert le 26 septembre 1995 à Sormano par Piero Sicoli et Pierangelo Ghezzi. Il présente une orbite caractérisée par un demi-grand axe de 3,04 UA, une excentricité de 0,15 et une inclinaison de 8,7° par rapport à l'écliptique.

## Compléments